# Shahrestān-e Şowme‘eh Sarā
Shahrestān-e Şowme‘eh Sarā (persiska: شهرستان صومعه سرا, صومعه سرا) är en delprovins (shahrestan) i Iran.   Den ligger i provinsen Gilan, i den nordvästra delen av landet, 260 km nordväst om huvudstaden Teheran.
Delprovinsen hade 125 074 invånare 2016.